# Christian Petzold

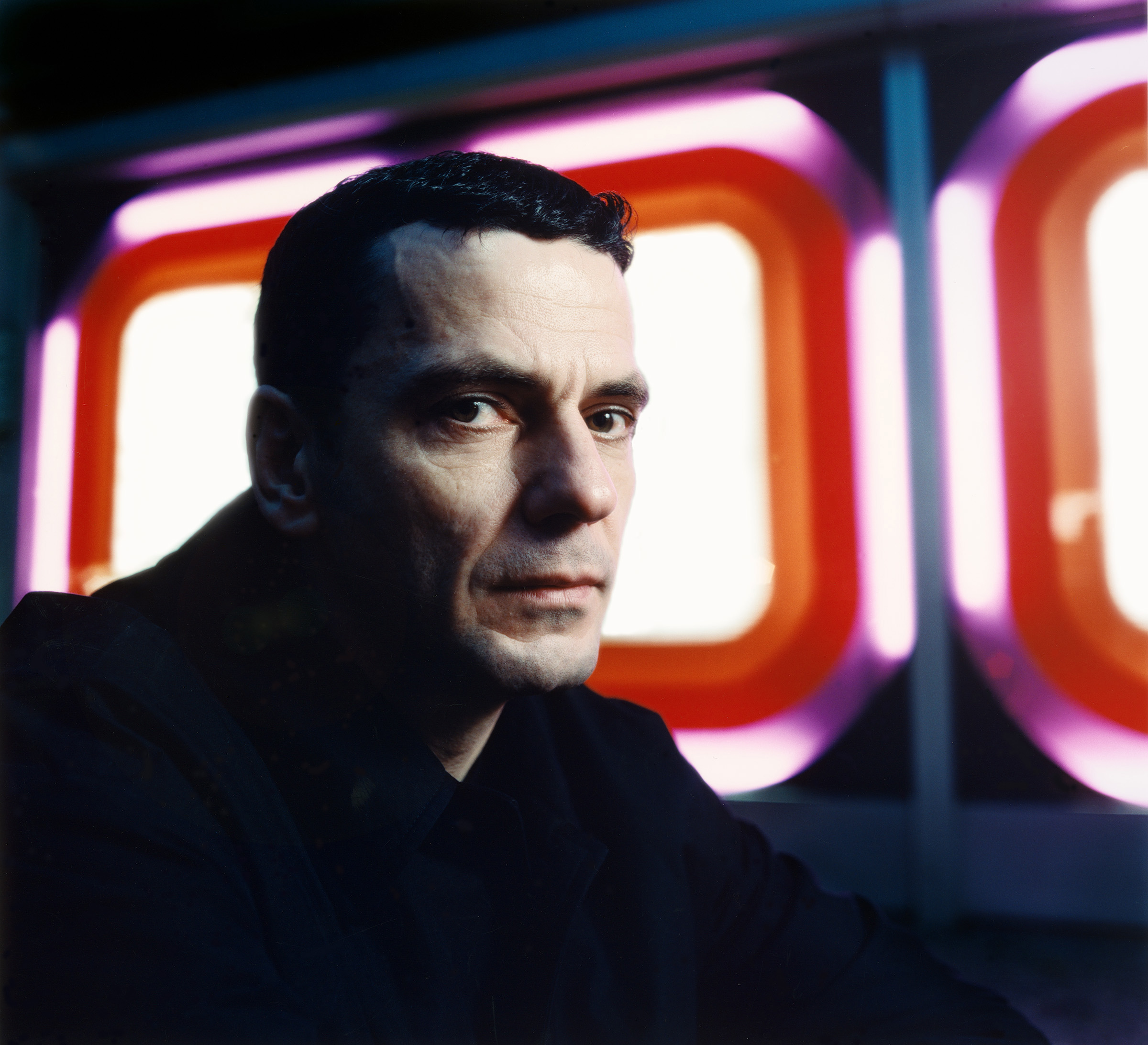
Christian Petzold, 2002.

Christian Petzold, född 14 september 1960 i Hilden, är en tysk filmregissör och manusförfattare.
Petzold växte upp i Haan som den äldsta av tre bröder. Petzold lever sedan 1981 i Berlin och studerade på Freie Universitet och sedan 1988-1994 på Deutsche Film- und Fernsehakademie Berlin (dffb). Hans debutfilm som även var examensfilm hette Pilotinnen och kom ut 1995. Bland de filmer han gjort finns Gespenster och Yella. Petzold har återkommande samarbetat med skådespelaren Nina Hoss i filmerna Toter Mann, Wolfsburg, Yella, Jerichow och 2012 års Barbara. För Barbara mottog Petzold Silverbjörnen vid Berlins filmfestival samt åtta Deutscher Filmpreis-nomineringar.

## Filmografi i urval
- 2000 – Den inre säkerheten (manus och regi)
- 2003 – Wolfsburg (manus och regi)
- 2005 – Ghosts (manus och regi)
- 2007 – Yella (manus och regi)
- 2008 – Jerichow (manus och regi)
- 2012 – Barbara (manus och regi)
- 2014 – Phoenix (manus och regi)
- 2018 – Transit (manus och regi)
- 2020 – Undine (manus och regi)
- 2023 – Röd himmel (manus och regi)